# Szomotor
Szomotor (szlovákul: Somotor) község Szlovákiában, a Kassai kerület Tőketerebesi járásában. Kisújlak és Bodrogvécs tartozik hozzá.

## Fekvése
Királyhelmectől 15 km-re délnyugatra, a Bodrog bal partján fekszik.

## Története
Területén már az újkőkorszakban a bükki kultúra települése állt. A bronzkorból a gávai kultúra településének és temetőjének maradványai kerültek itt elő, de megtalálták a korai hallstatt kor hamvasztásos temetőjét is.
A mai települést 1263-ban „Zomothor” néven említik először, de a régészeti leletek tanúsága szerint már a 11. században létezett. A zempléni váruradalomhoz tartozott. 1263-ban IV. Béla király a falut Péter mesternek adományozta. 1358-ban „Zomothar” alakban említik. Temploma és Bartha nevű papja az 1332 és 1337 között kelt pápai tizedjegyzékben már szerepel. A 15. század közepéig a Szerdahelyi család birtoka, majd a század második felében a Kozmafalvi és Ronyvai családok a birtokosai. A 16. században újra a zempléni vár tulajdonában áll és vele együtt a Drugetheké. 1557-ben uradalmi major és 5 porta állt a településen. 1560-ban Serédy Benedek elfoglalta és Kövesd várához csatolta, de 1574-ben a Drugethek visszakapták. A 17. században többek között a Sennyeiek, Klobusiczkyak, Bocskayak tulajdona. A 17. század második felében fából épített nemesi udvarház állt itt. 1715-ben 16 elhagyott és 3 lakott háza volt. 1787-ben 36 házában 230 lakosa élt.
1796-ban Vályi András ezt írja róla: „SZOMOTOR. Elegyes falu Zemplén Várm. földes Urai több Uraságok, lakosai katolikusok, ó hitüek, és reformátusok, fekszik Rádhoz közel, Vecshez pedig tsak valami 600 lépésnyire, Bodrog vize follya körűl, erdeje nints, földgye fekete agyagos, réttye apró, és jó szénát terem, barmokat tartanak, piatzok Újhelyben 3 órányira.”
1808-tól a Szirmay család a birtokosa. 1828-ban 49 háza volt 389 lakossal, akik főként mezőgazdasággal, szőlő- és gyümölcstermesztéssel, kosárfonással foglalkoztak. A 19. századtól téglagyár működött a területén.
Fényes Elek 1851-ben kiadott geográfiai szótárában így ír a faluról: „Szomothor, hajdan (Zomoru Tor) magyar falu, Zemplén vmegyében, a Bodrogközben, N. Kövesdhez 1 órányira: 63 r., 100 g. kath., 200 ref., 17 zsidó lak. Ref. templom. Szántóföldje 604 hold. A Bodrog, mellynek bal partján fekszik, áradásaival gyakran kárt okoz. Itt sok romai koporsók találtattak már. F. u. többen. Ut. p. Ujhely.”
Borovszky Samu monográfiasorozatának Zemplén vármegyét tárgyaló része szerint: „Szomotor, bodrogmenti magyar kisközség. Van 59 háza és 532 ev. ref. vallású lakosa, kiknek itt templomuk is van. A vármegye egyik legősibb községe s a XIII. század közepén Gera, Zompa és Mátyás birtoka, melyet 1263-ban István király Péter mesternek adományoz Zumutur földje néven. 1358-ban már a Zerdahelyiek birtoka, de 1443-ban Kozmafalvi Jánost és Ronyvai Miklóst is Zomotor némely részeibe iktatják. 1500-ban Zemplén várának tartozéka és a Drugethek a földesurai. 1512-ben Csebi Pogány Zsigmondot s 1528-ban Zerdahelyi Lászlót iktatják némely részeibe, 1560-ban pedig Serédy Benedek foglalja el. Egy évvel később Serédy Gáspárt és feleségét: Mérey Annát iktatják be, de 1574-ben ismét a Drugethek birtokába kerül. Az 1598-iki összeírás már Melith Pált, Paczoth Ferenczet, Telegdy Jánost és Telegdy Pál özvegyét találja itt. 1614-ben Nyáry Istvánt, 1629-ben ’Sennyey Sándort, 1652-ben Klobusitzky Andrást s 1663-ban Bocskay Istvánt és Soós Györgyöt iktatják részeibe. Újabbkori birtokosai a Klobusitzky, Súghó, Hugka, Görgey, ’Sennyey és Szirmay családok, mely utóbbinak tagjai közül Szirmay Antal kapott 1808-ban egyik birtokrészére kir. adományt. Most a Reichard és társa czégnek van itt nagyobb birtoka. Említésre méltó téglagyára. Az itteni régi úrilakot még a Klobusitzkyak építtették. E község elnevezéséhez az a hagyomány fűződik, hogy itt a honfoglaláskor állítólag halotti tort ültek s nevét e „szomorú tortól” vette volna. A határában álló Zompod nevű domb némelyek szerint az 1174-ben szerepelt Ompod vagy Ompud bán nevét tartja fenn, vagy az 1227-ben és 1228-ban szerepelt Dénes nádor apjáét, Ompodét.”
1920-ig Zemplén vármegye Bodrogközi járásához tartozott. Mezőgazdasági jellegét később is megőrizte. 1938 és 1944 között újra Magyarország része. 1943 és 1945 között Bodrogvéccsel egyesítve a Szomotorvécs nevet viselte.

## Népessége
| Év:            | 1994. | 2004.   | 2014.   | 2024.   |
| -------------- | ----- | ------- | ------- | ------- |
| Emberek száma: | 1645  | 1671    | 1507    | 1372    |
| Eltérés:       |       | +1,58 % | -9,81 % | -8,95 % |

| Év:            | 2023. | 2024.   |
| -------------- | ----- | ------- |
| Emberek száma: | 1370  | 1372    |
| Eltérés:       |       | +0,14 % |

1910-ben 640-en, túlnyomórészt magyarok lakták.
2001-ben 1679 lakosából 1162 magyar és 443 szlovák.
2011-ben 1571 lakosából 1004 magyar és 479 szlovák.
2021-ben 1389 lakosából 901 magyar (64,87%), 444 szlovák, 4 cigány, 1 lengyel, 1 egyéb, 38 ismeretlen nemzetiségű.

## Oktatás, kultúra
A községben kétnyelvű (szlovák, magyar) alapiskola és szlovák tannyelvű óvoda működik.

## Híres személyek
- Itt tanított Boros Béla kántortanító, szerkesztő.

## Nevezetességek
- Református temploma 1801-ben épült klasszicista stílusban. Bejárata fölött korabeli latin felirat olvasható.[7]
- A második világháború áldozatainak emlékműveit a szomotori temetőben és Bodrogvécs központjában 1994-ben állították.
- Katolikus templom.
- Műkő feszület a katolikus templom mellett, öntöttvas temetői nagykereszt.
- Kettős tornyú harangláb Bodrogvécsen.
- Kisújlakon katolikus templom és református harangláb található.

## Képtár

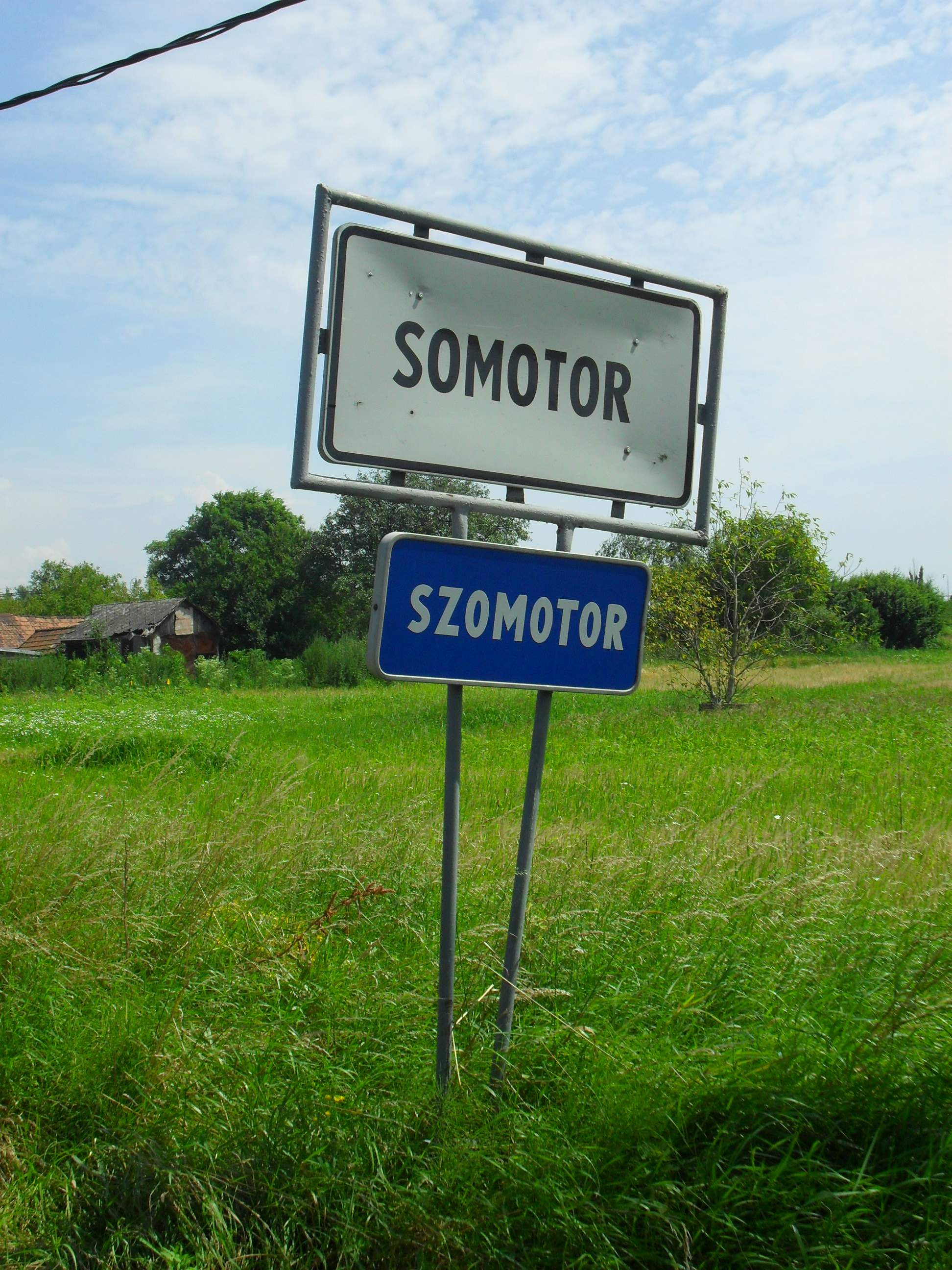
Kétnyelvű helységnévtábla
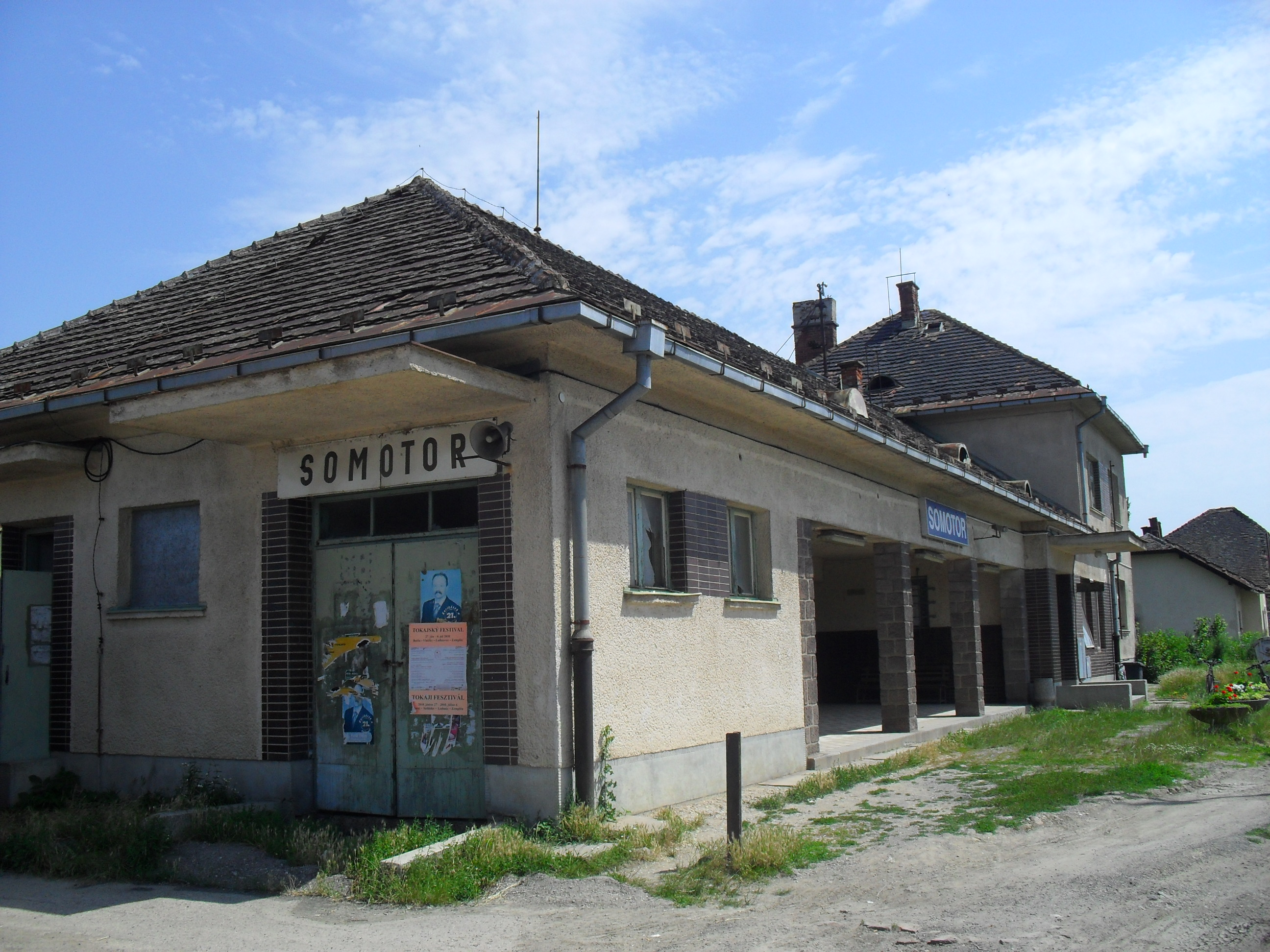
Vasútállomás
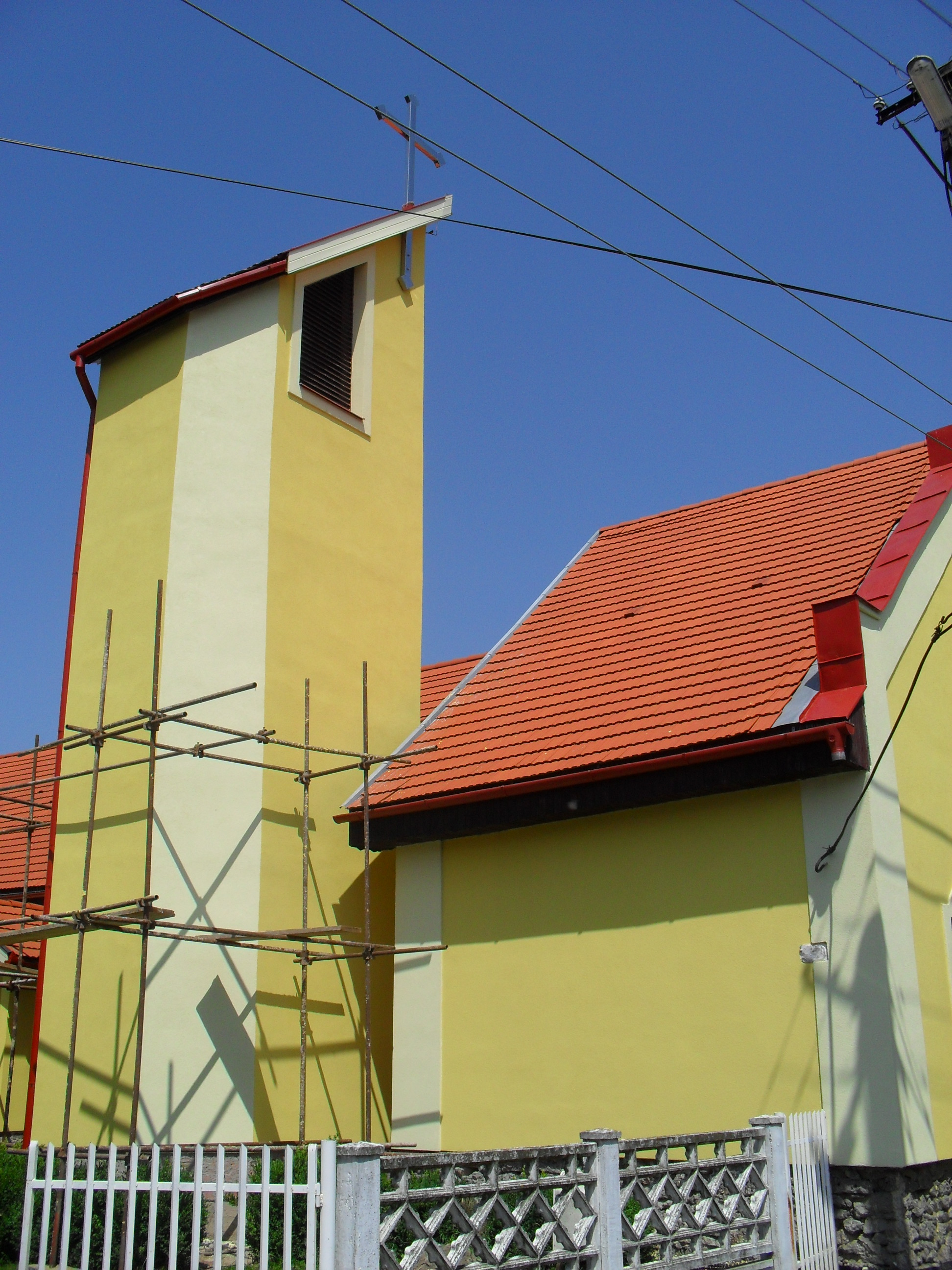
Katolikus templom
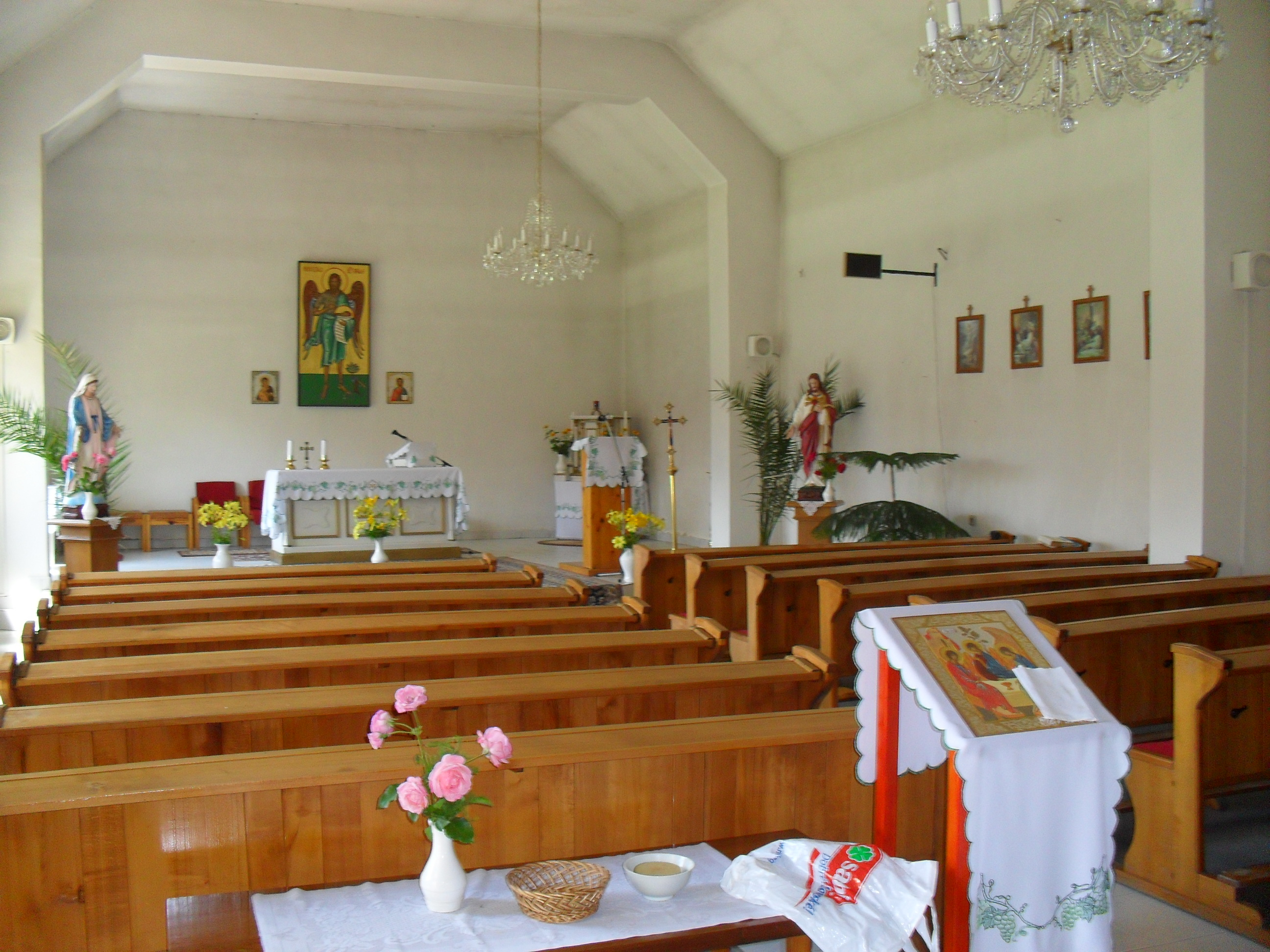
Katolikus templom
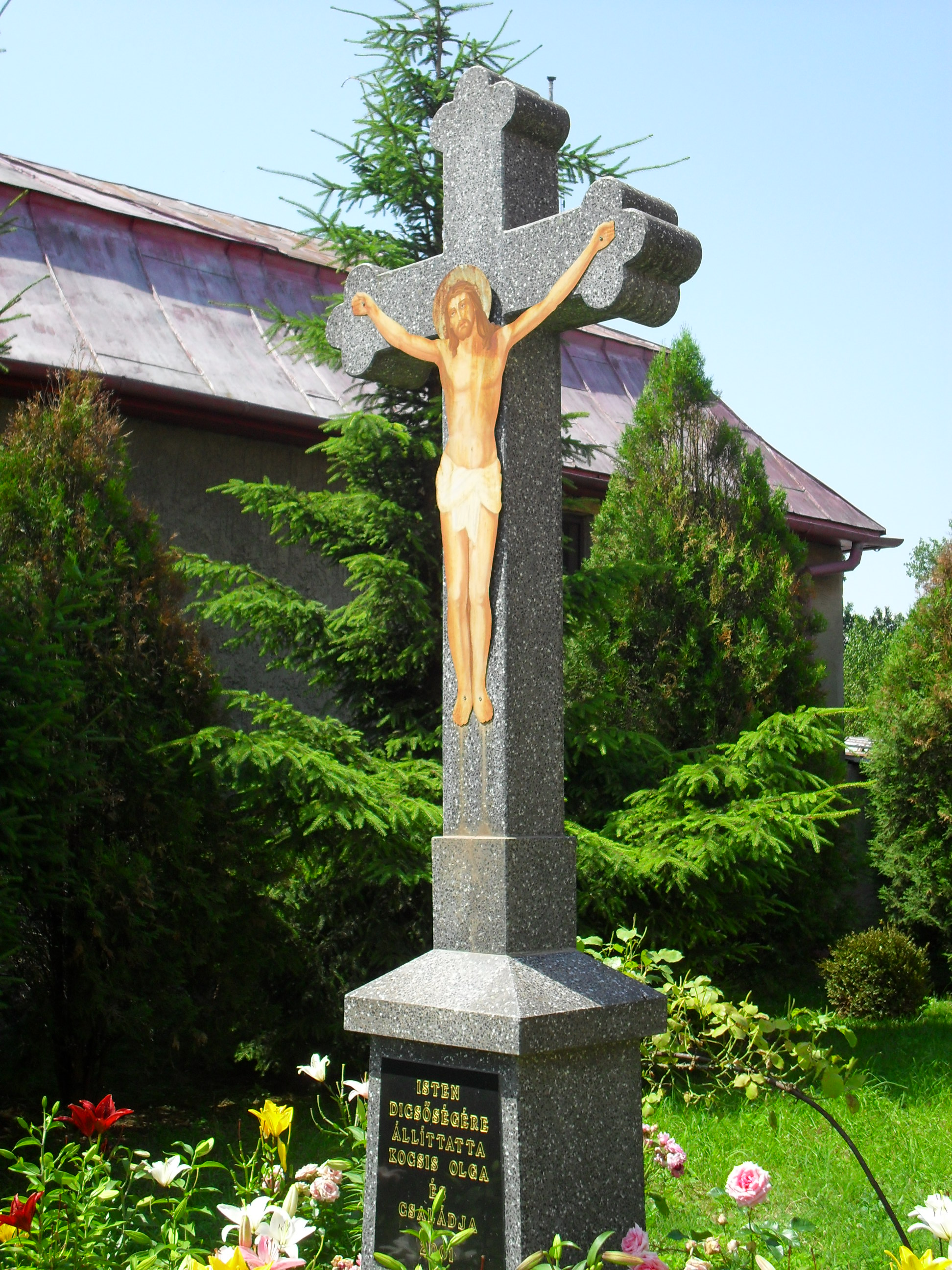
Feszület a katolikus templom mellett
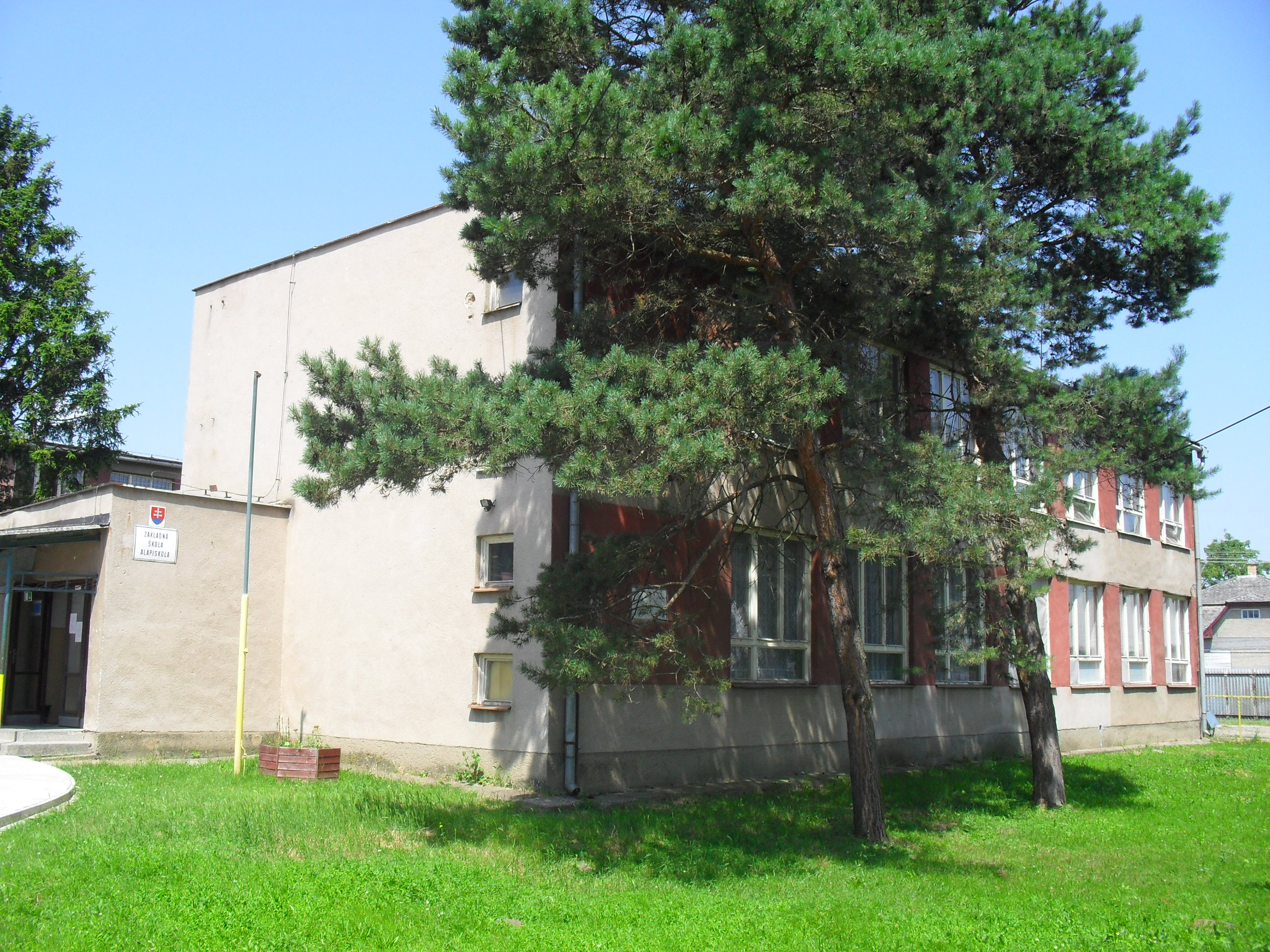
Alapiskola
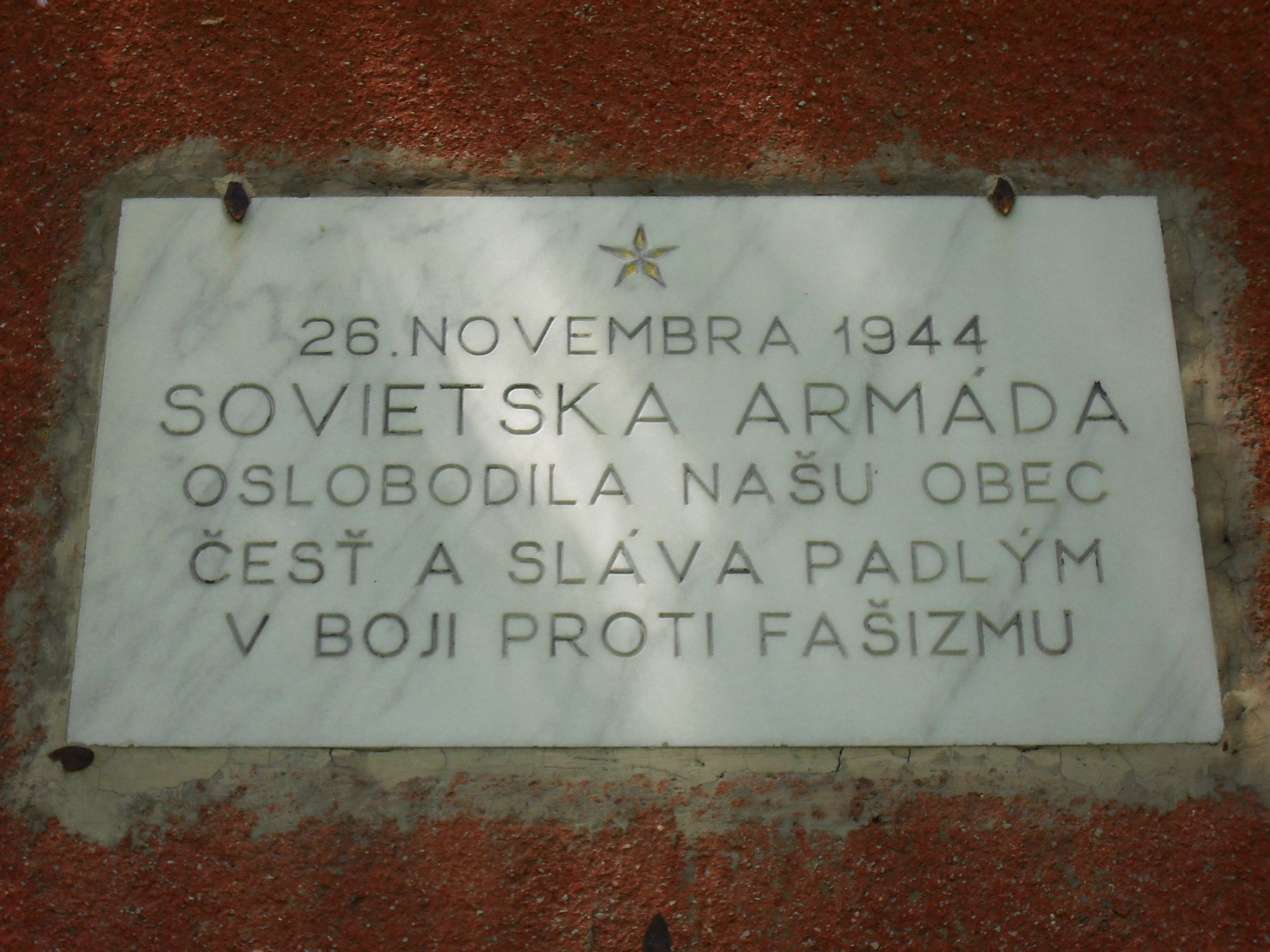
Felszabadulási emléktábla az alapiskola falán
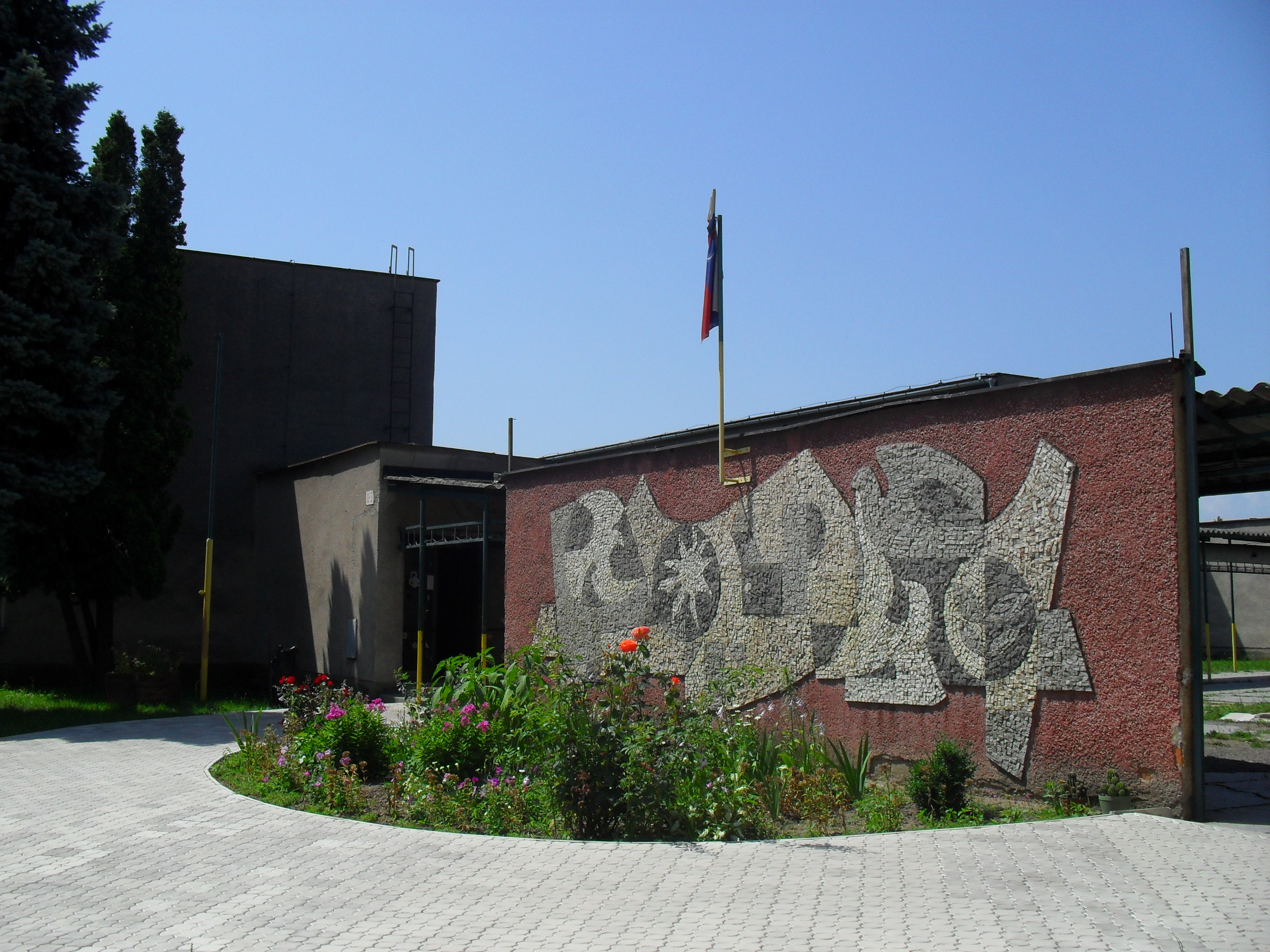
Alapiskola
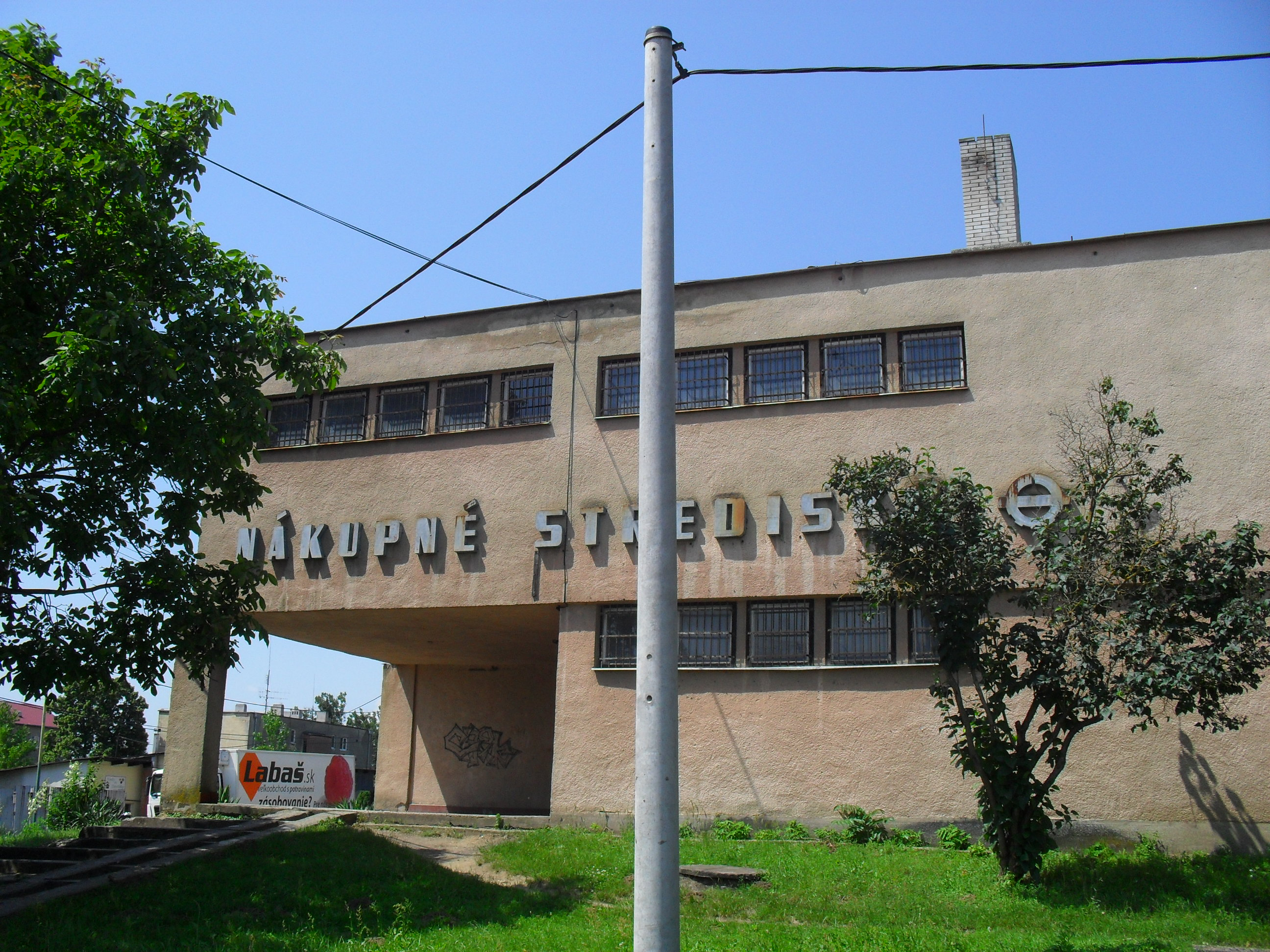
Bevásárlóközpont
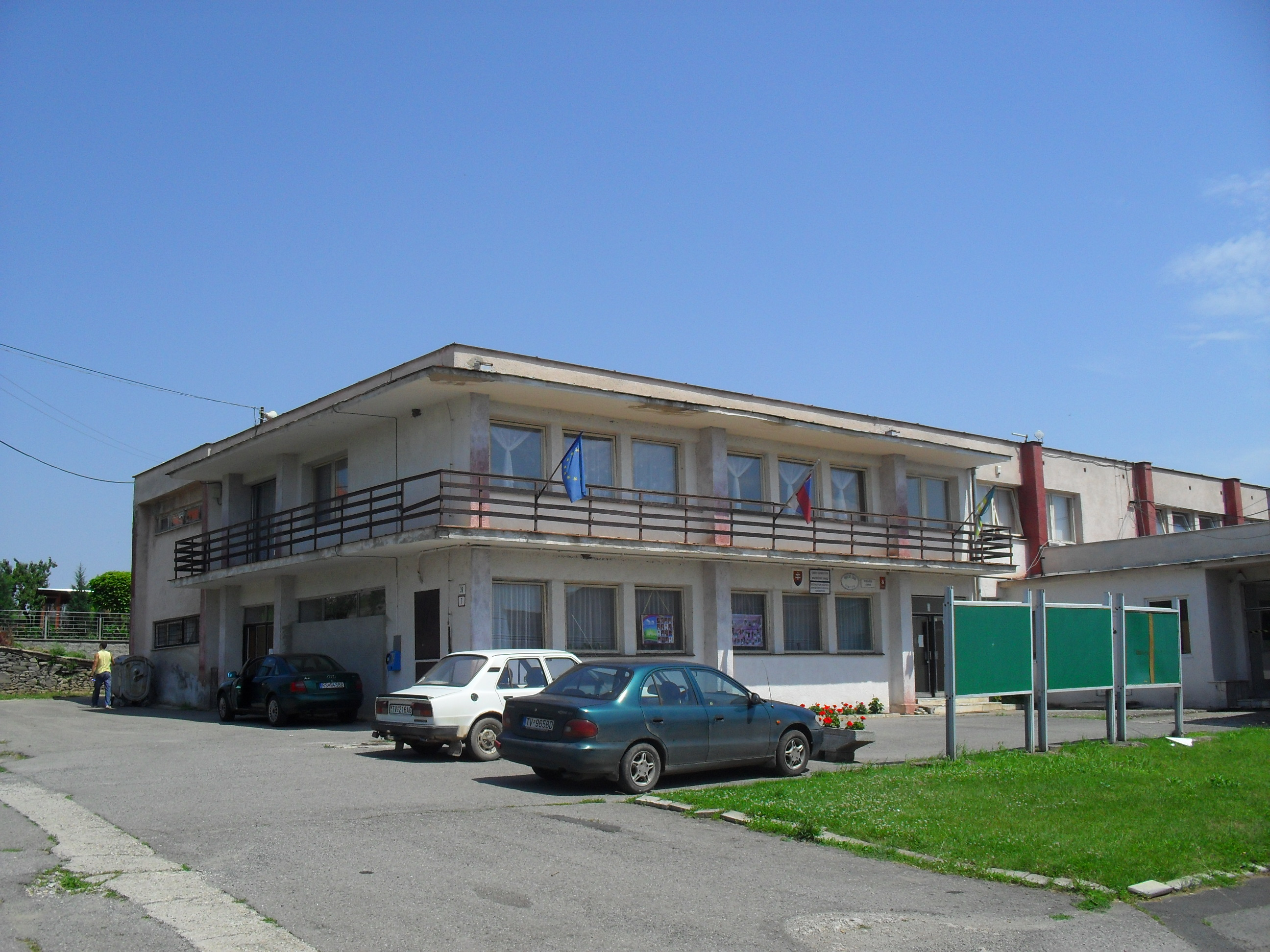
Községi hivatal
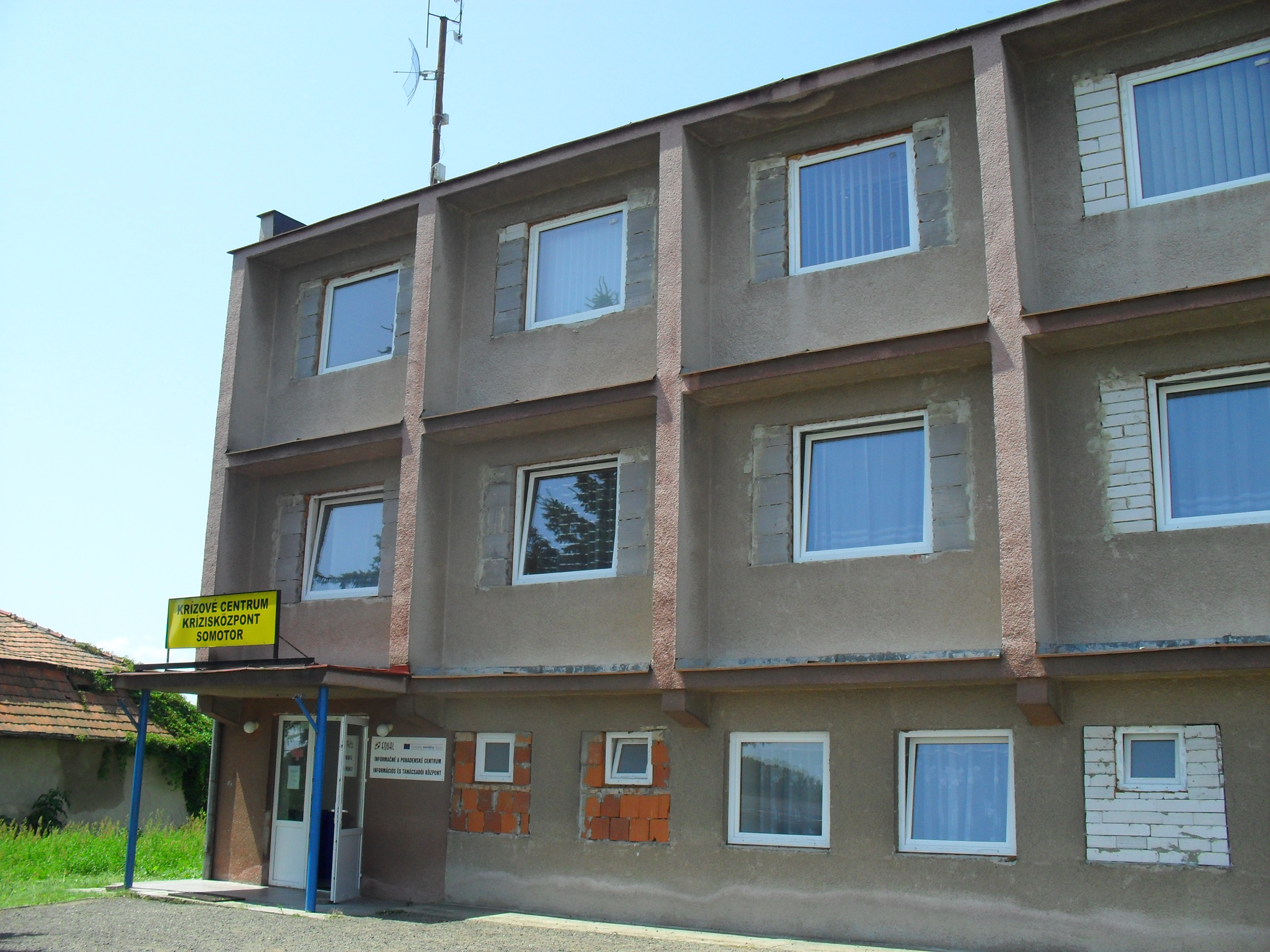
Krízisközpont
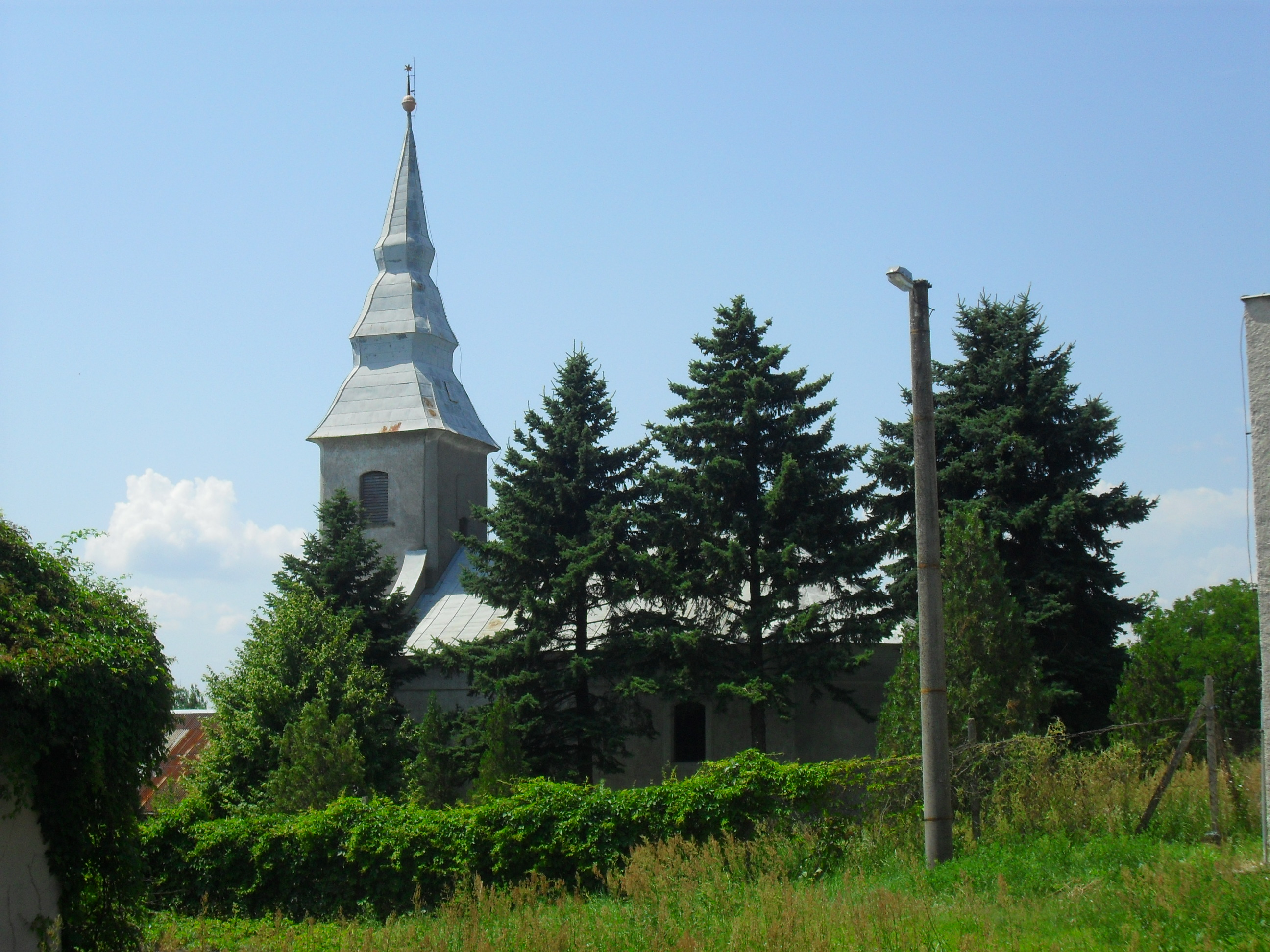
Református templom
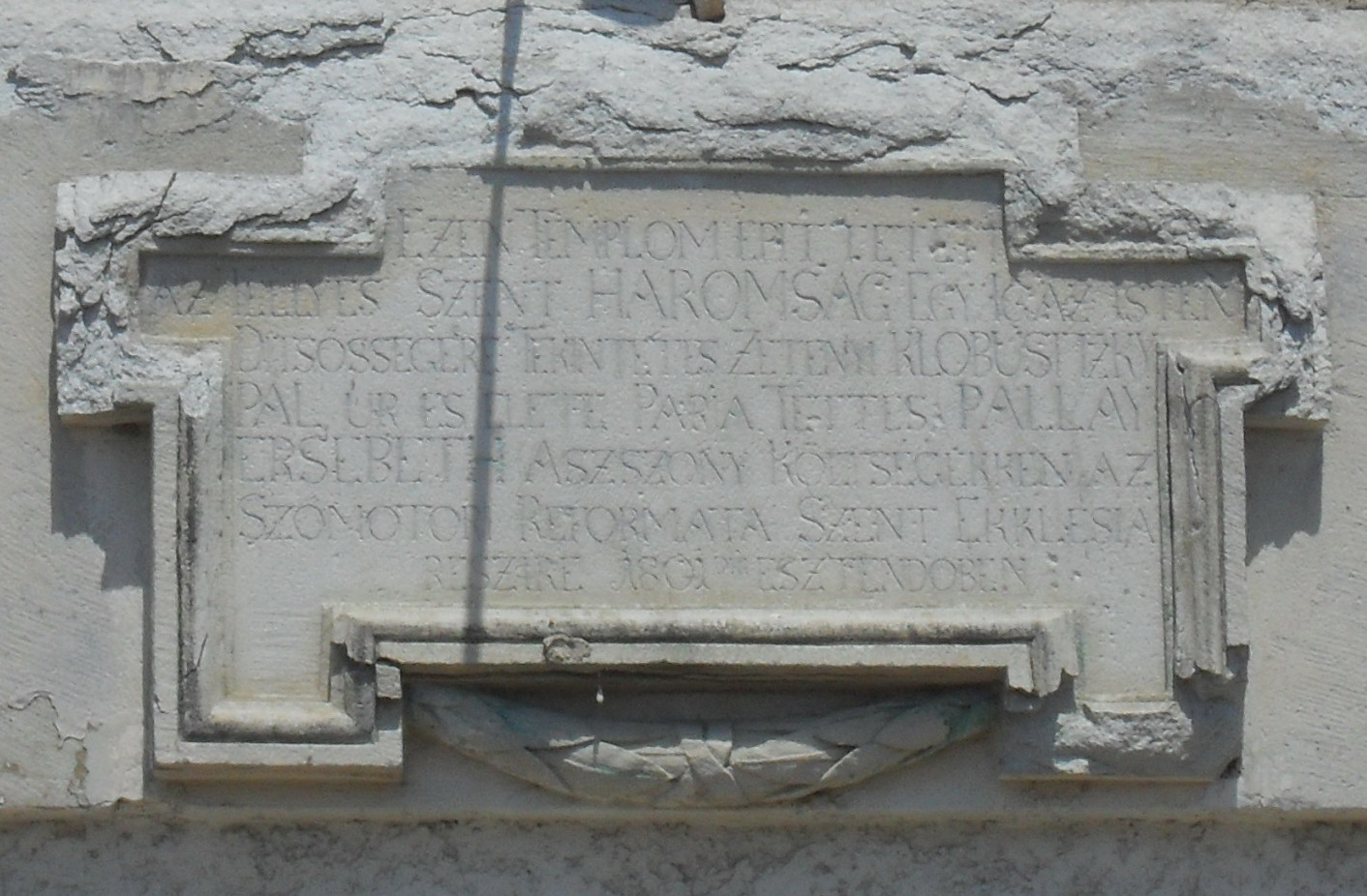
Emléktábla a református templom bejárata felett
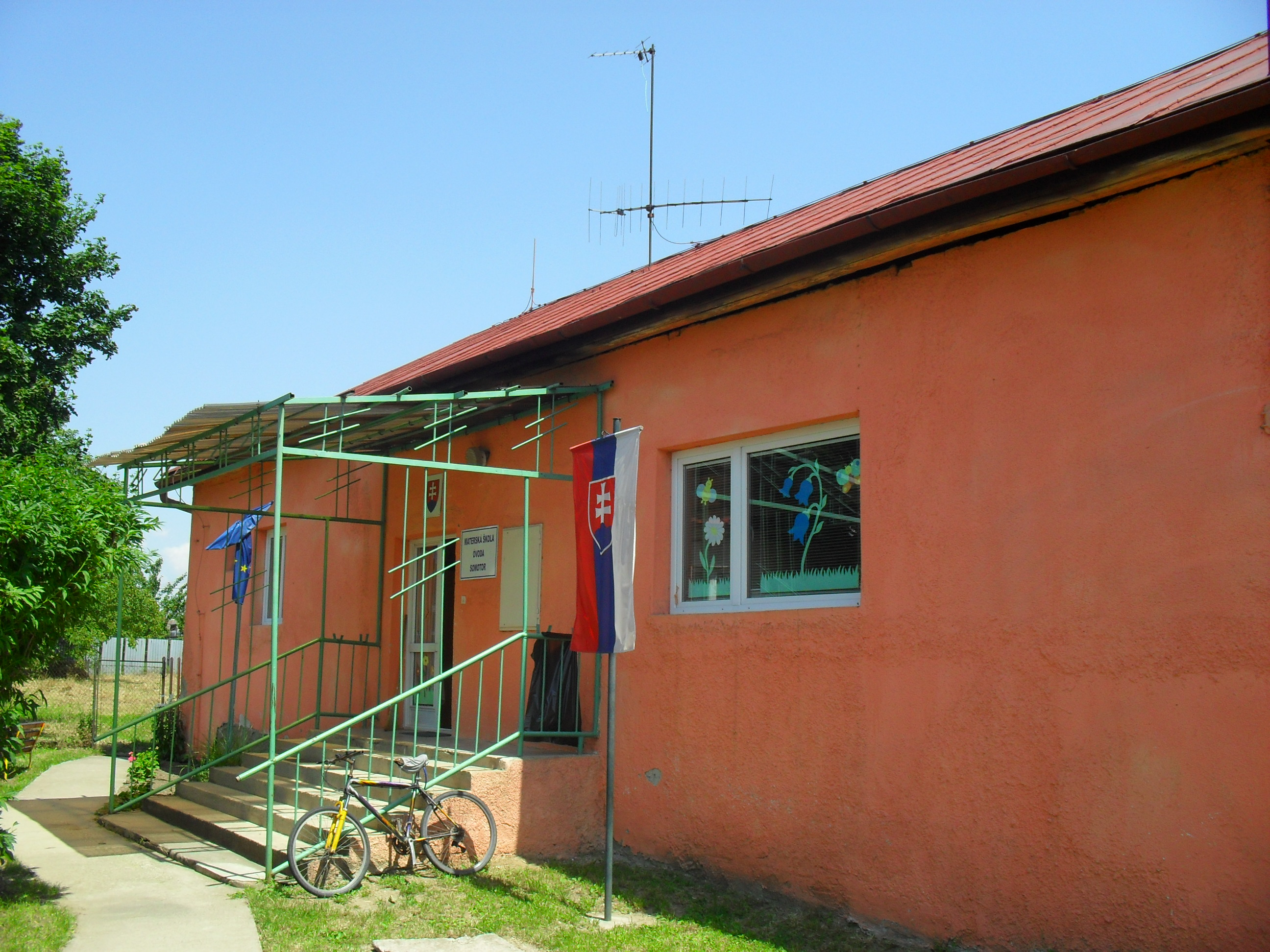
Óvoda
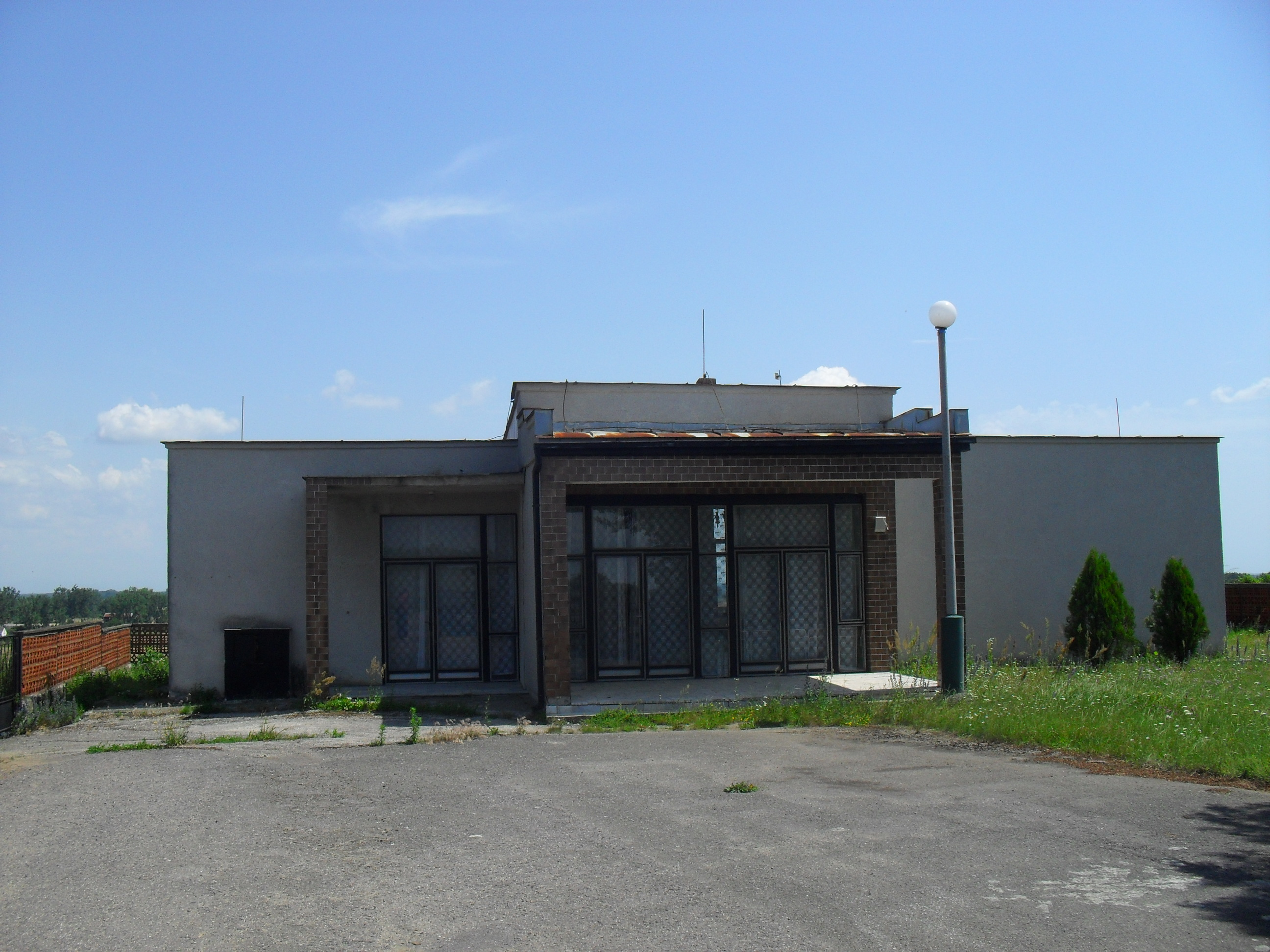
Ravatalozó
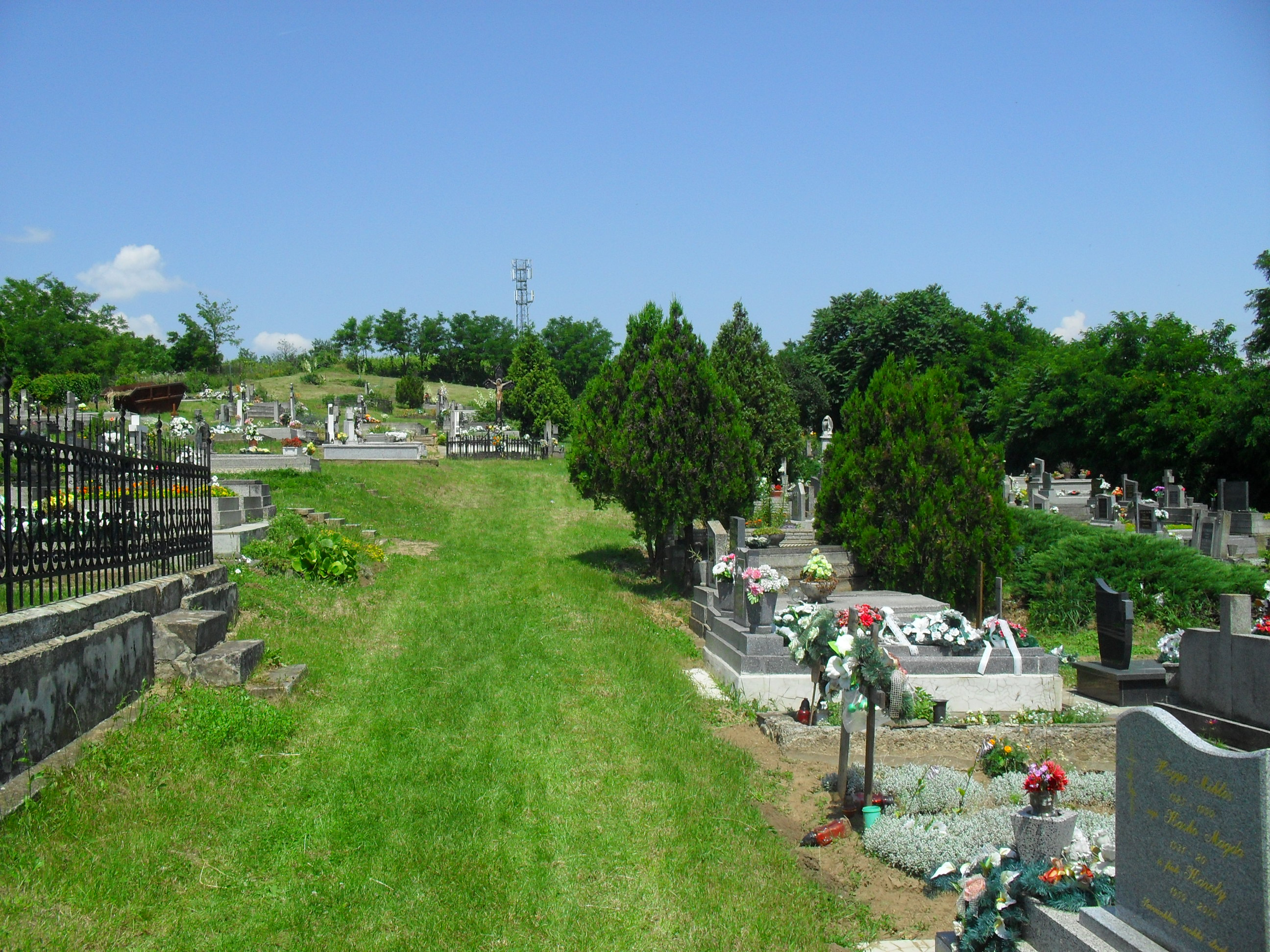
Temető
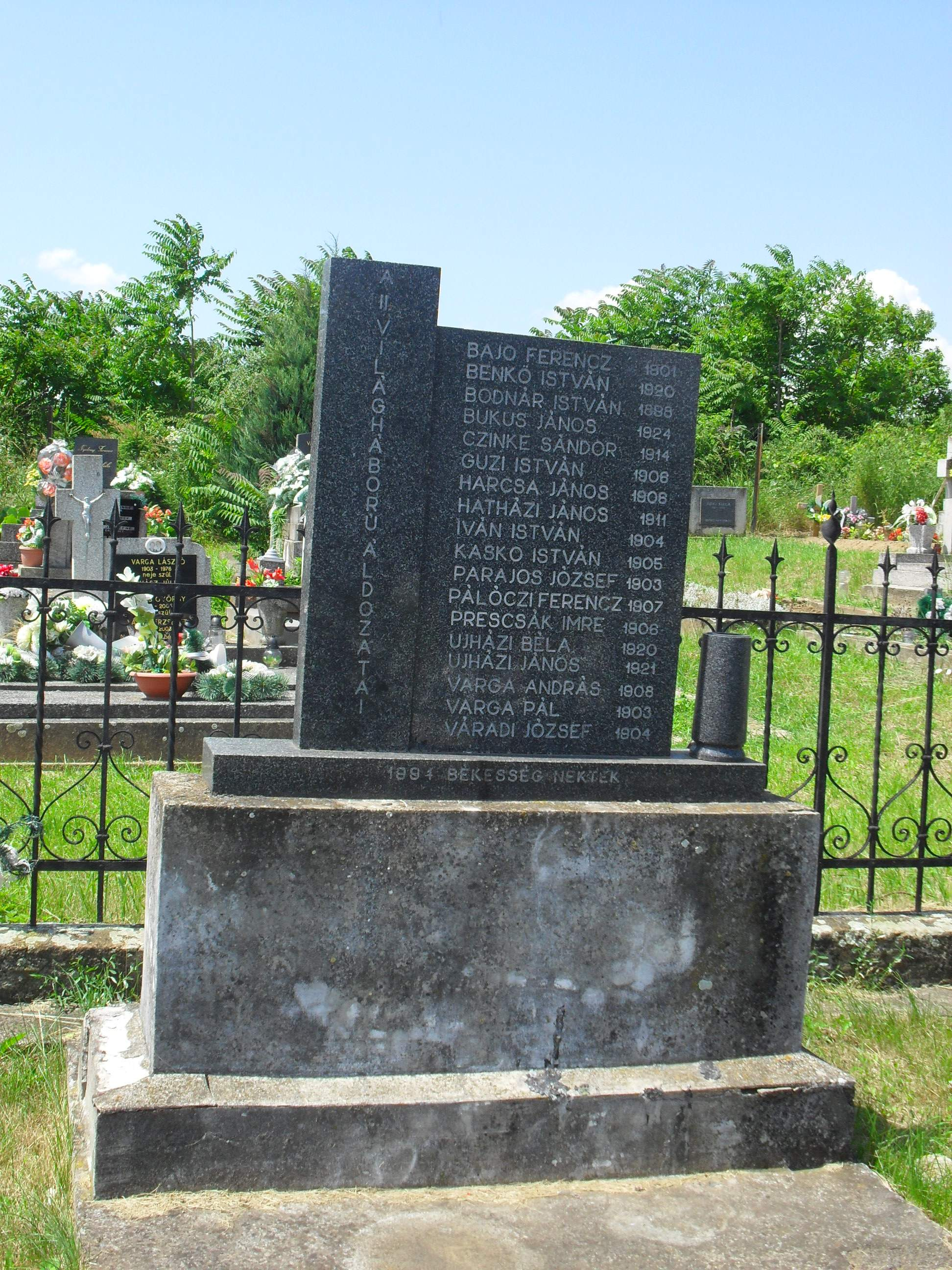
Második világháborús emlékmű a temetőben
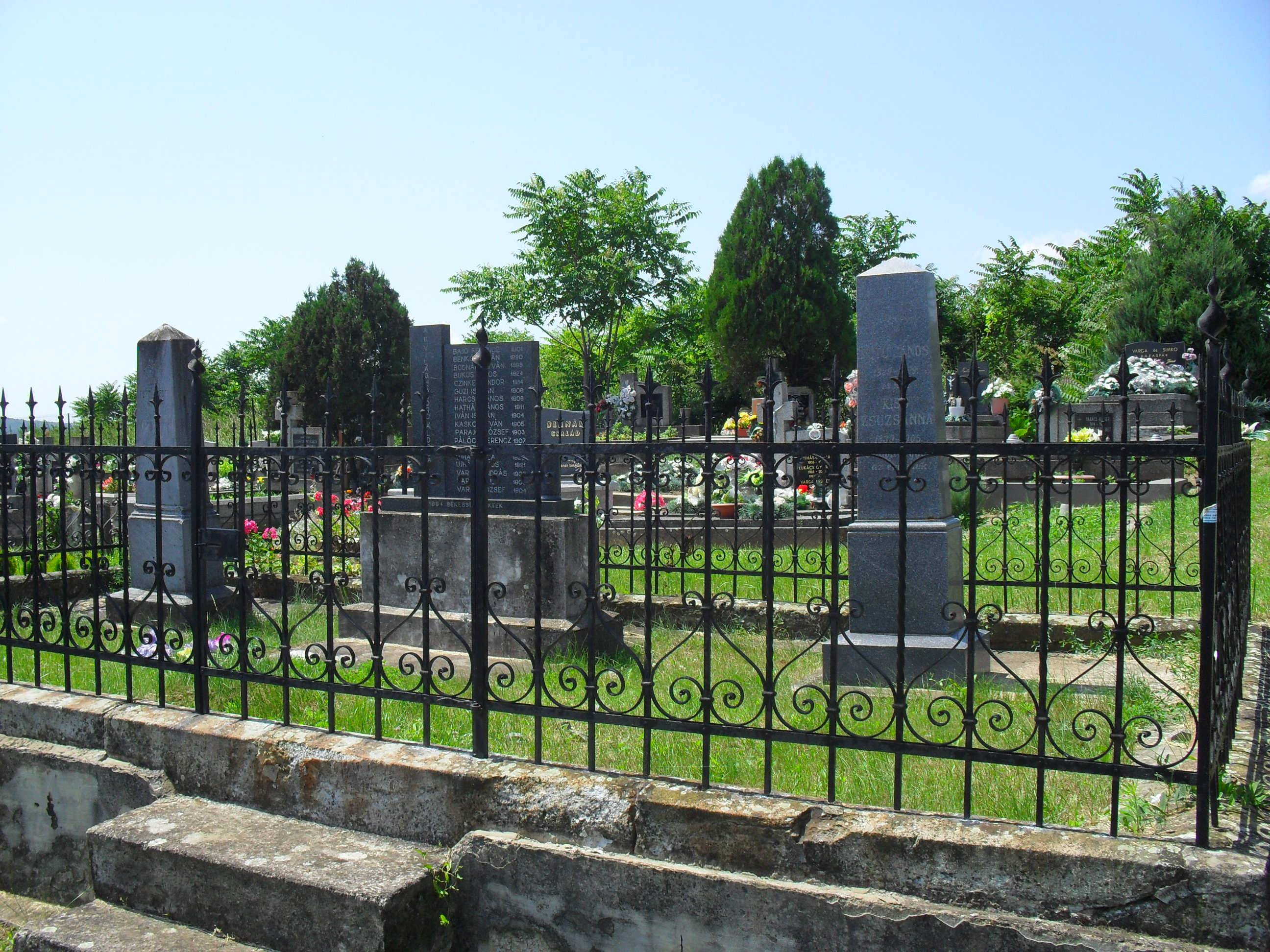
Temető
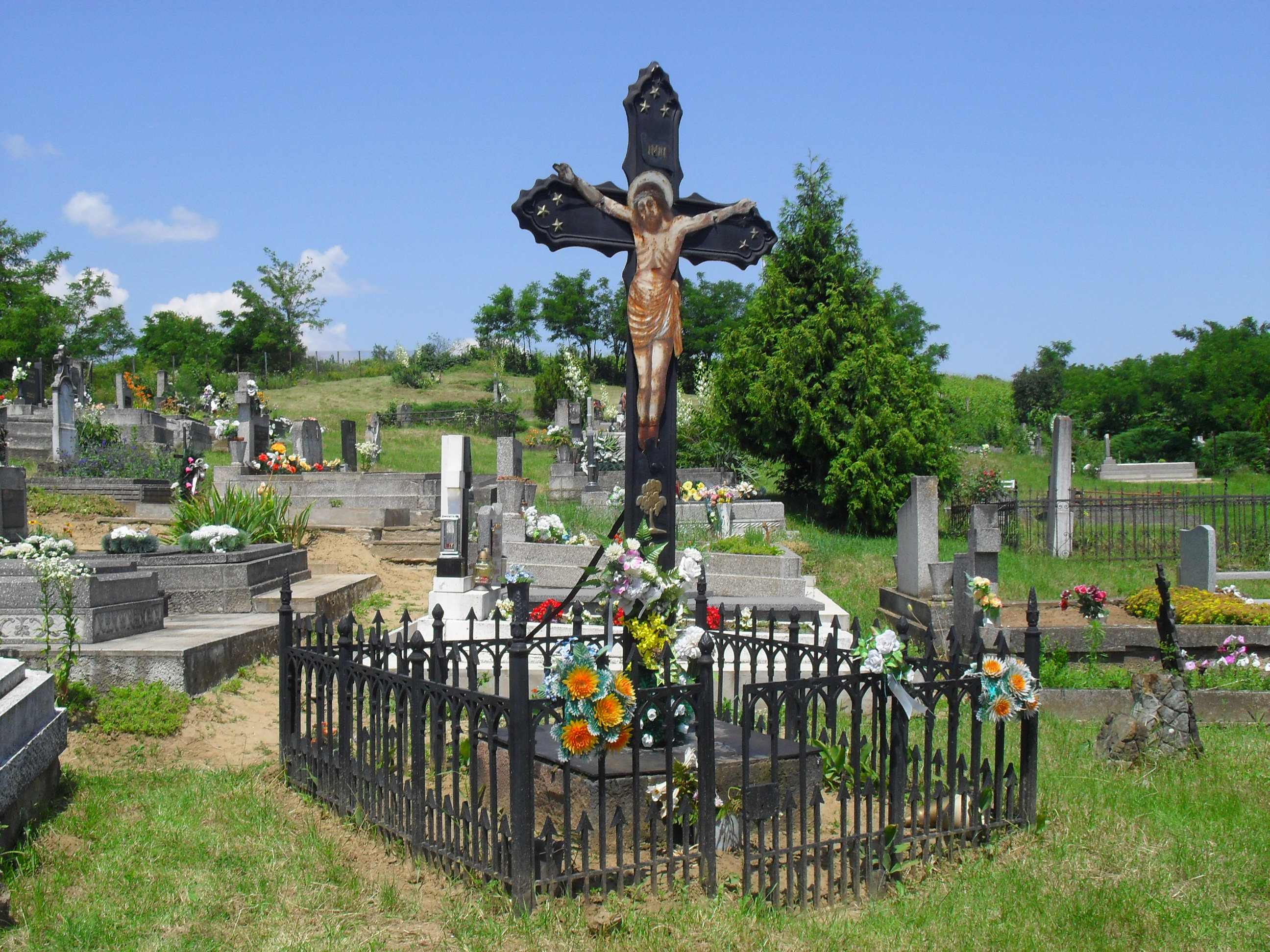
Temetői nagykereszt
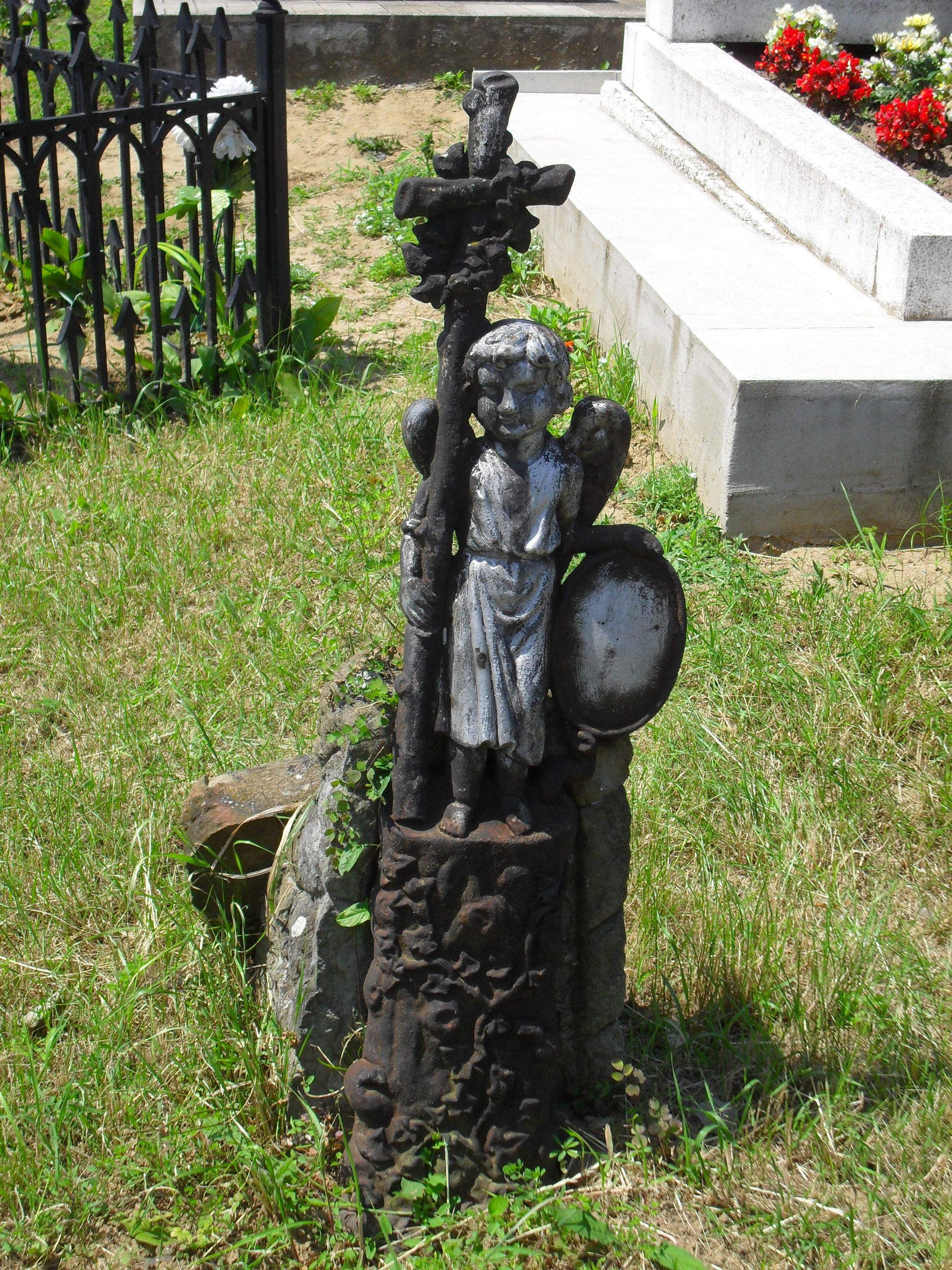
Öntöttvas síremlék a temetőben
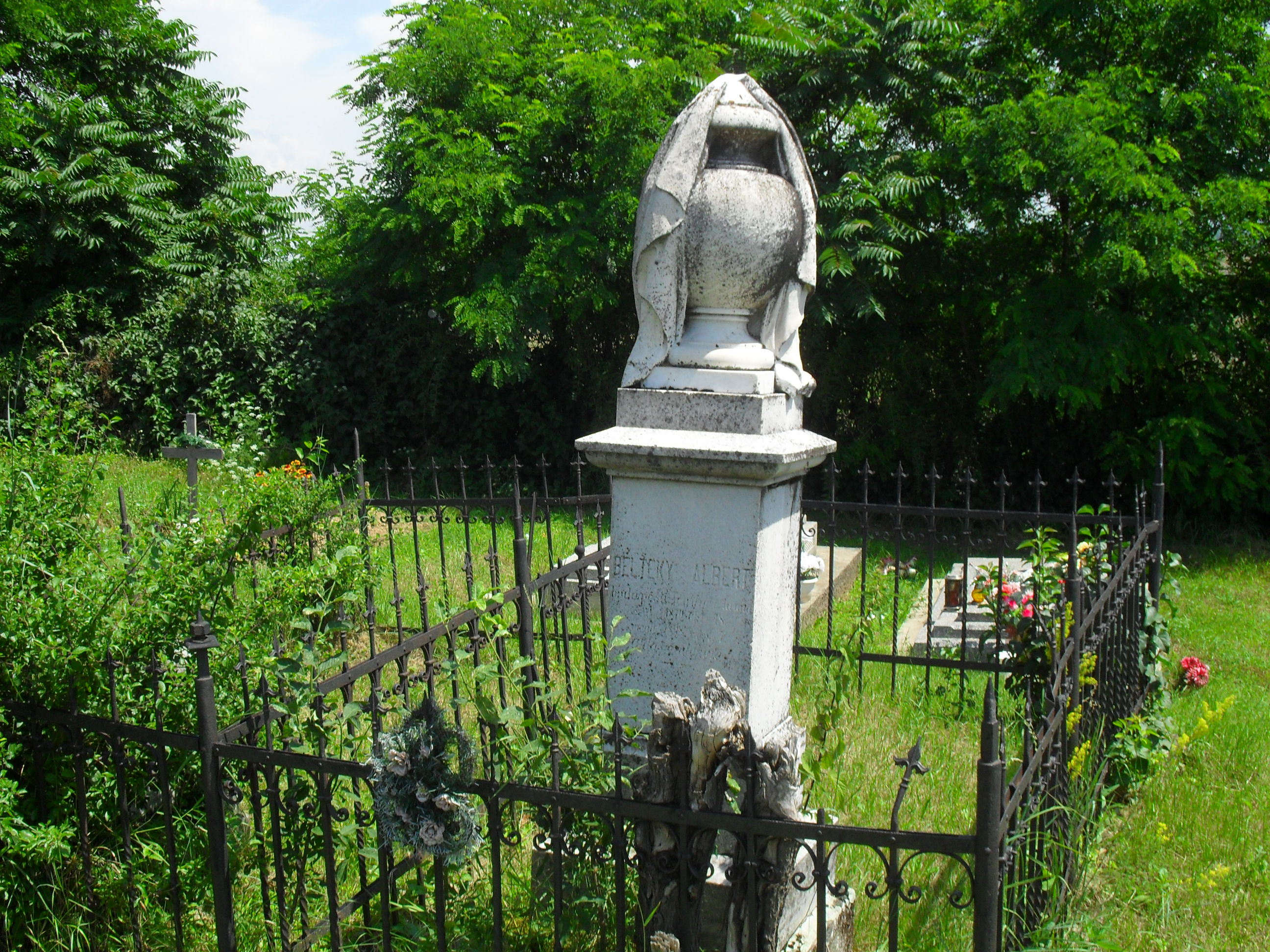
Temető
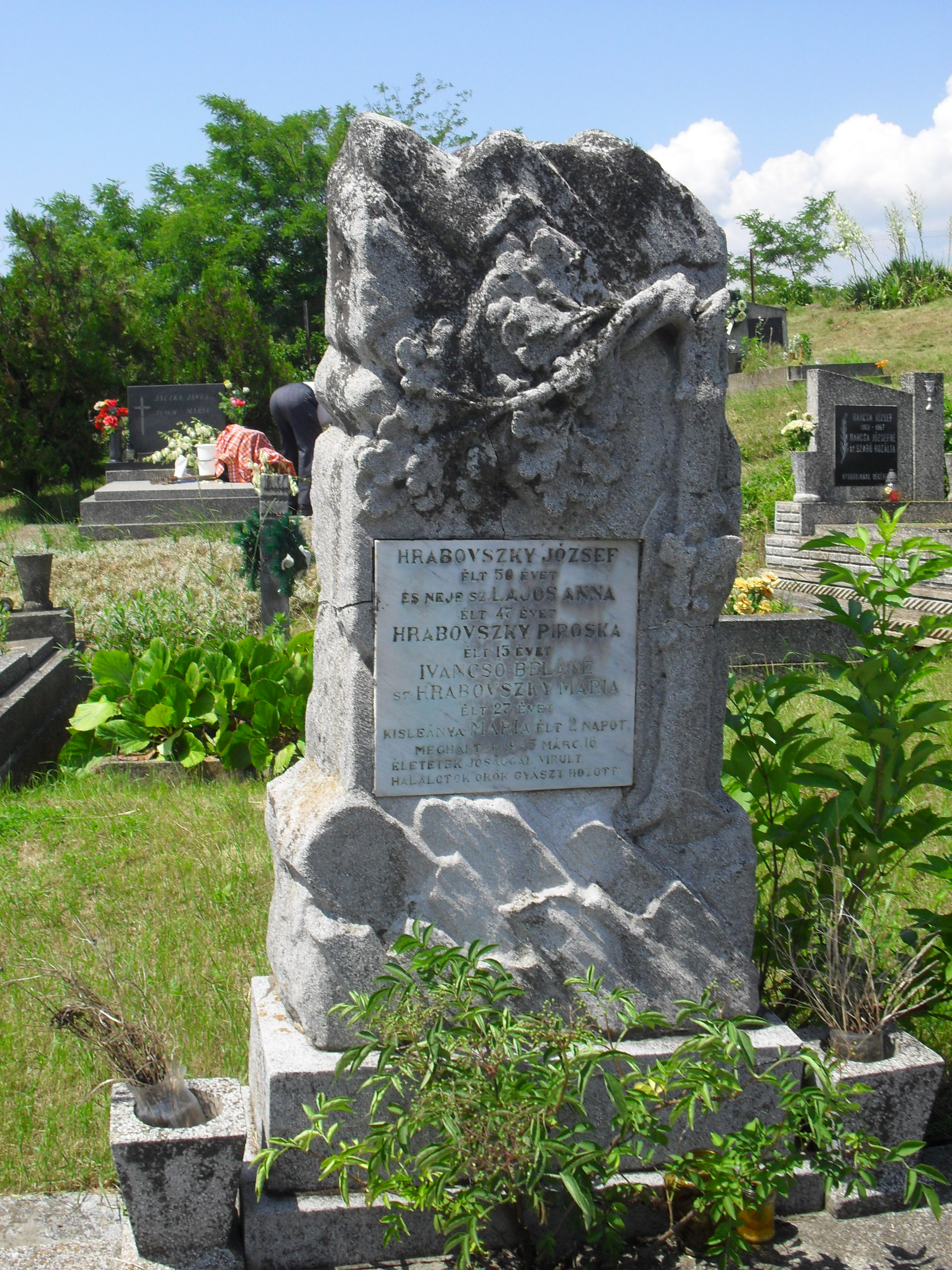
Temető
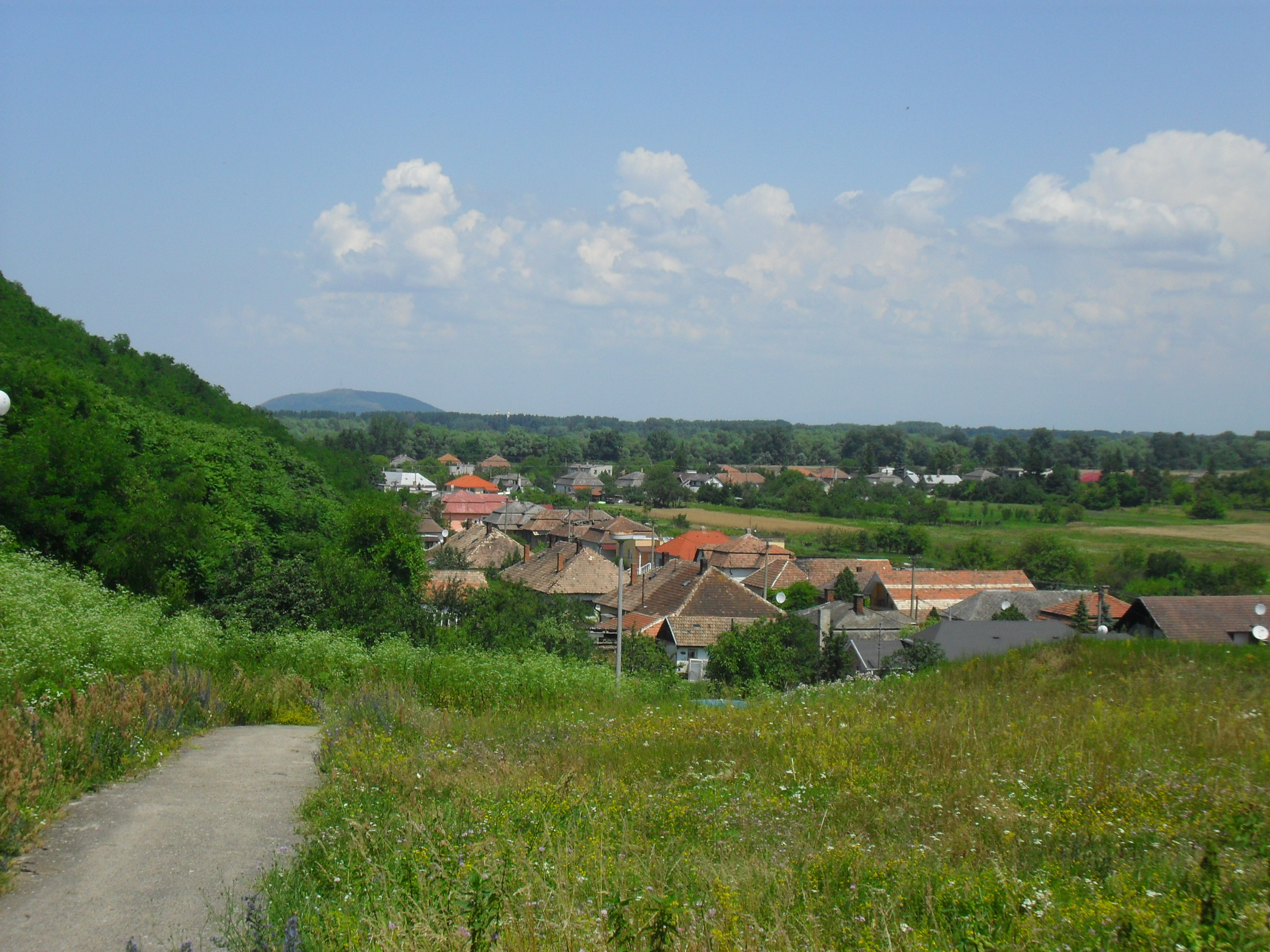
Bodrogvécs látképe
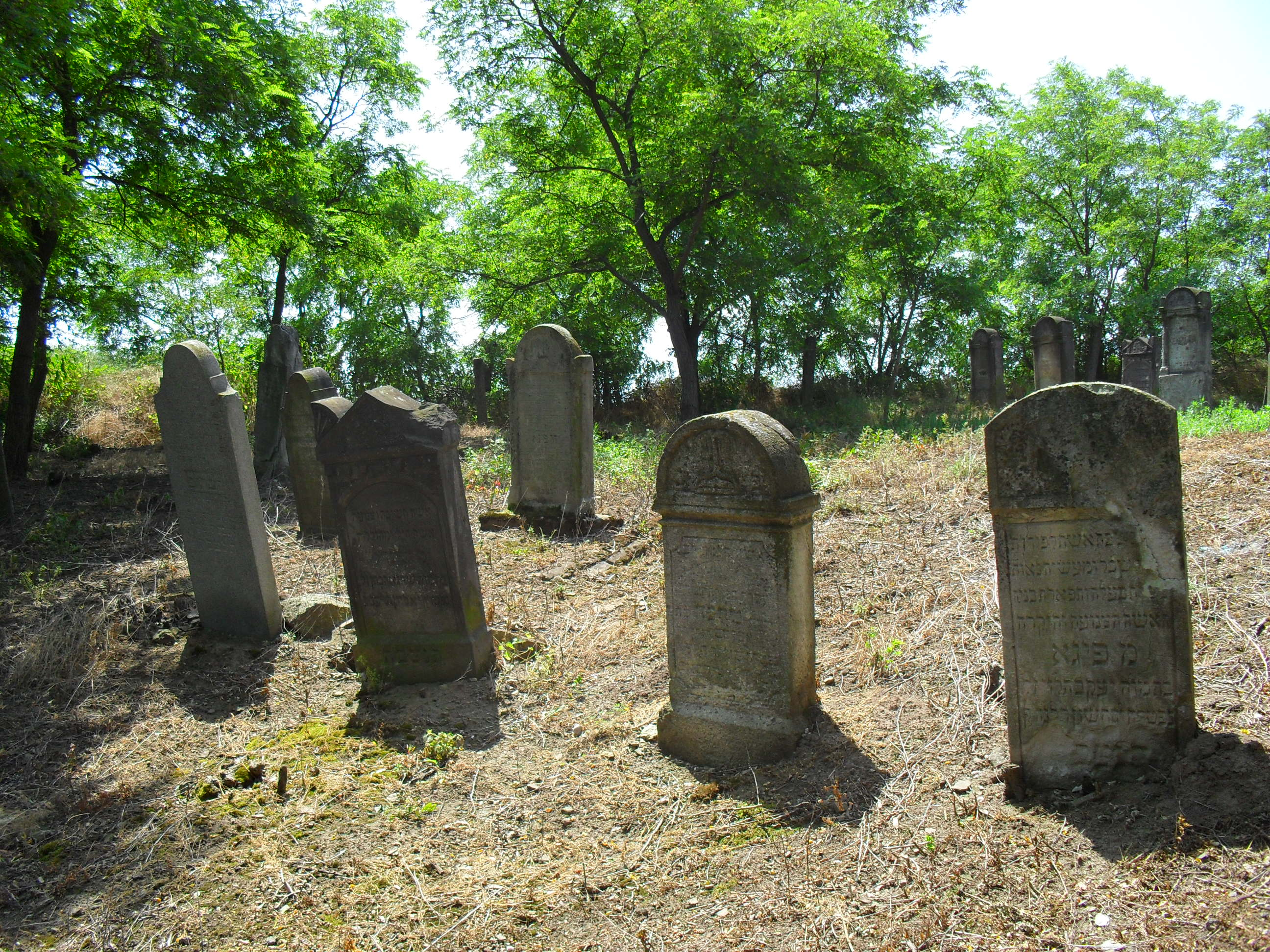
Zsidó temető
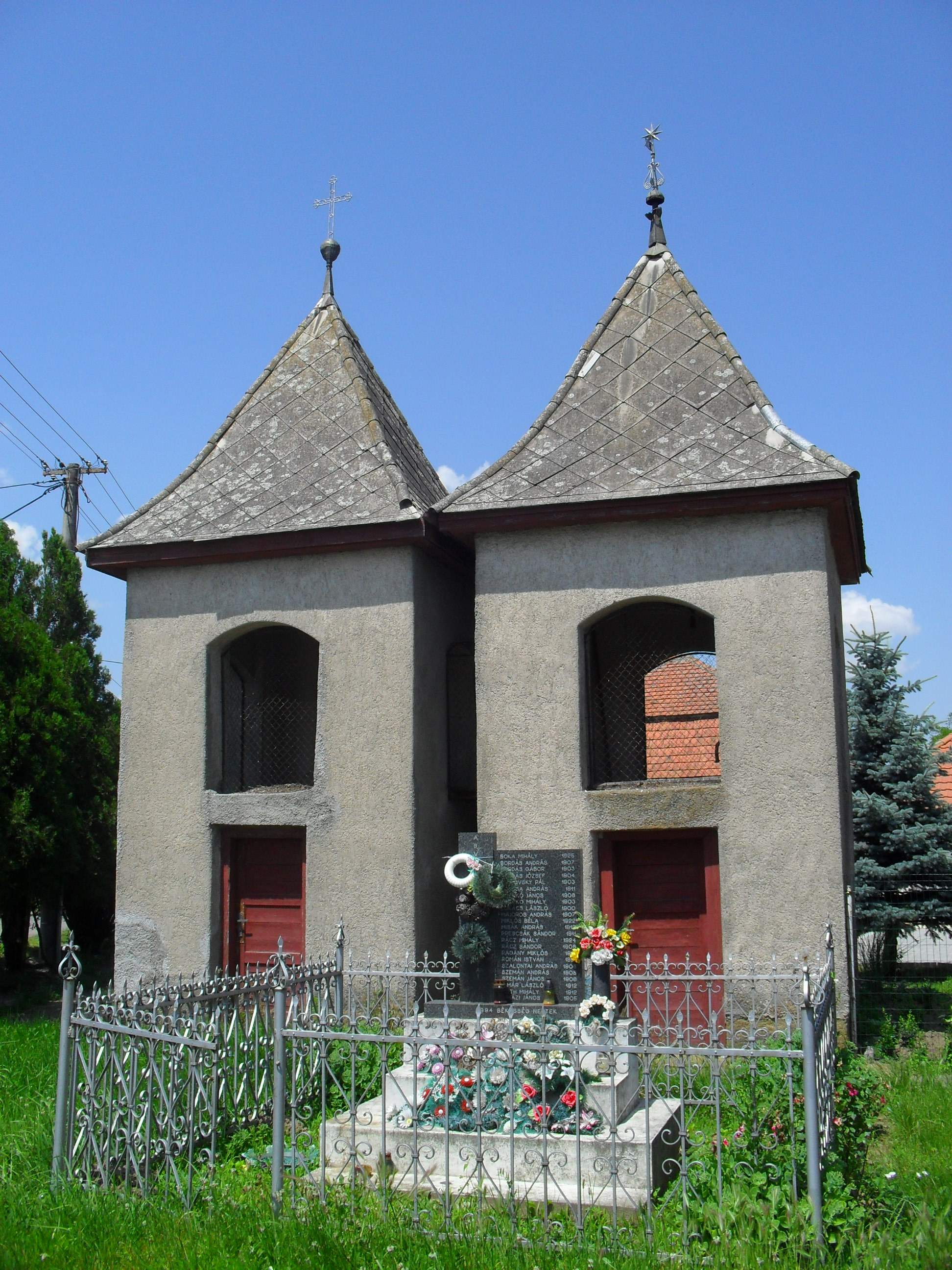
Bodrogvécs - harangláb és világháborús emlékmű
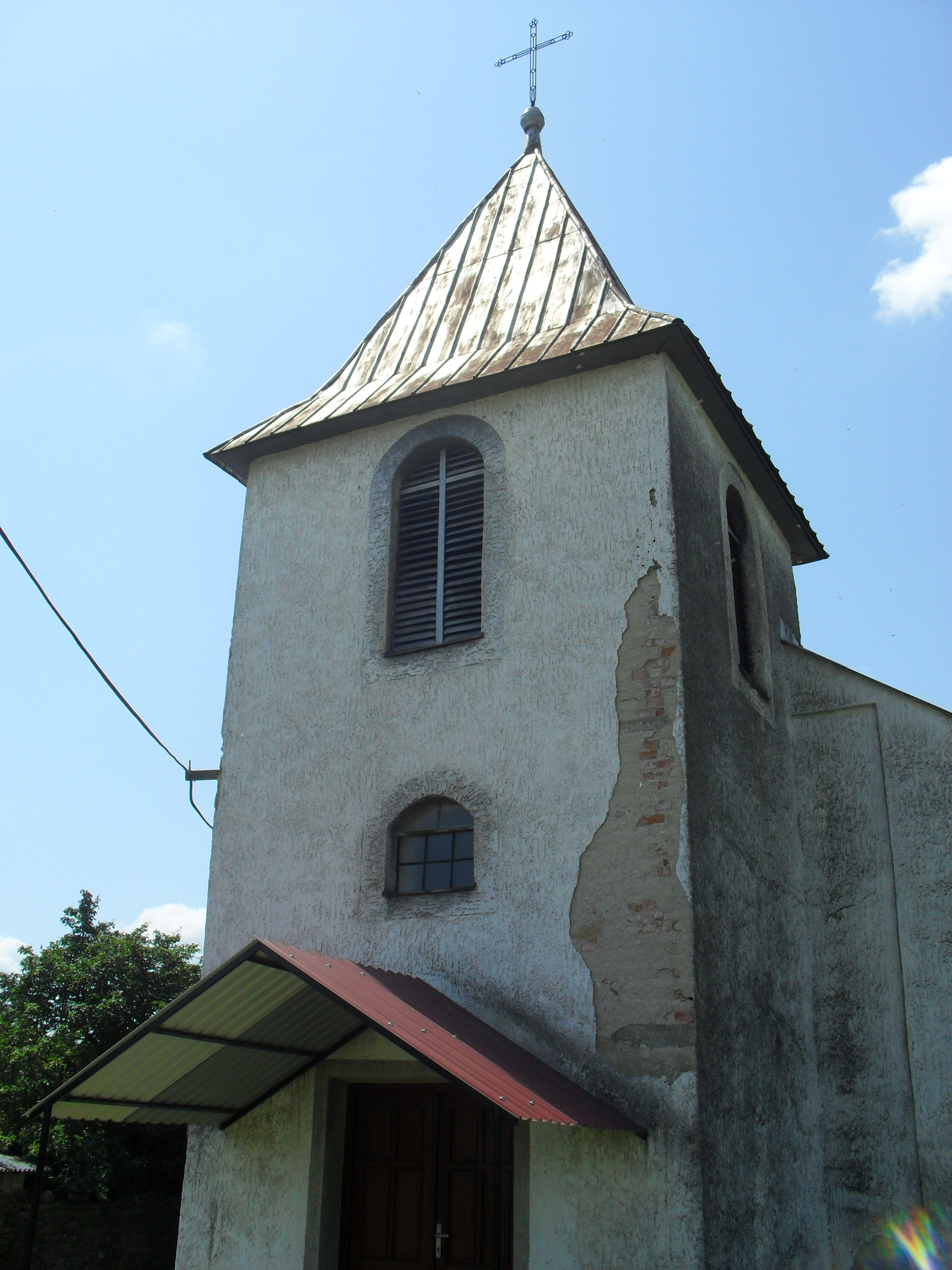
Kisújlak - katolikus templom
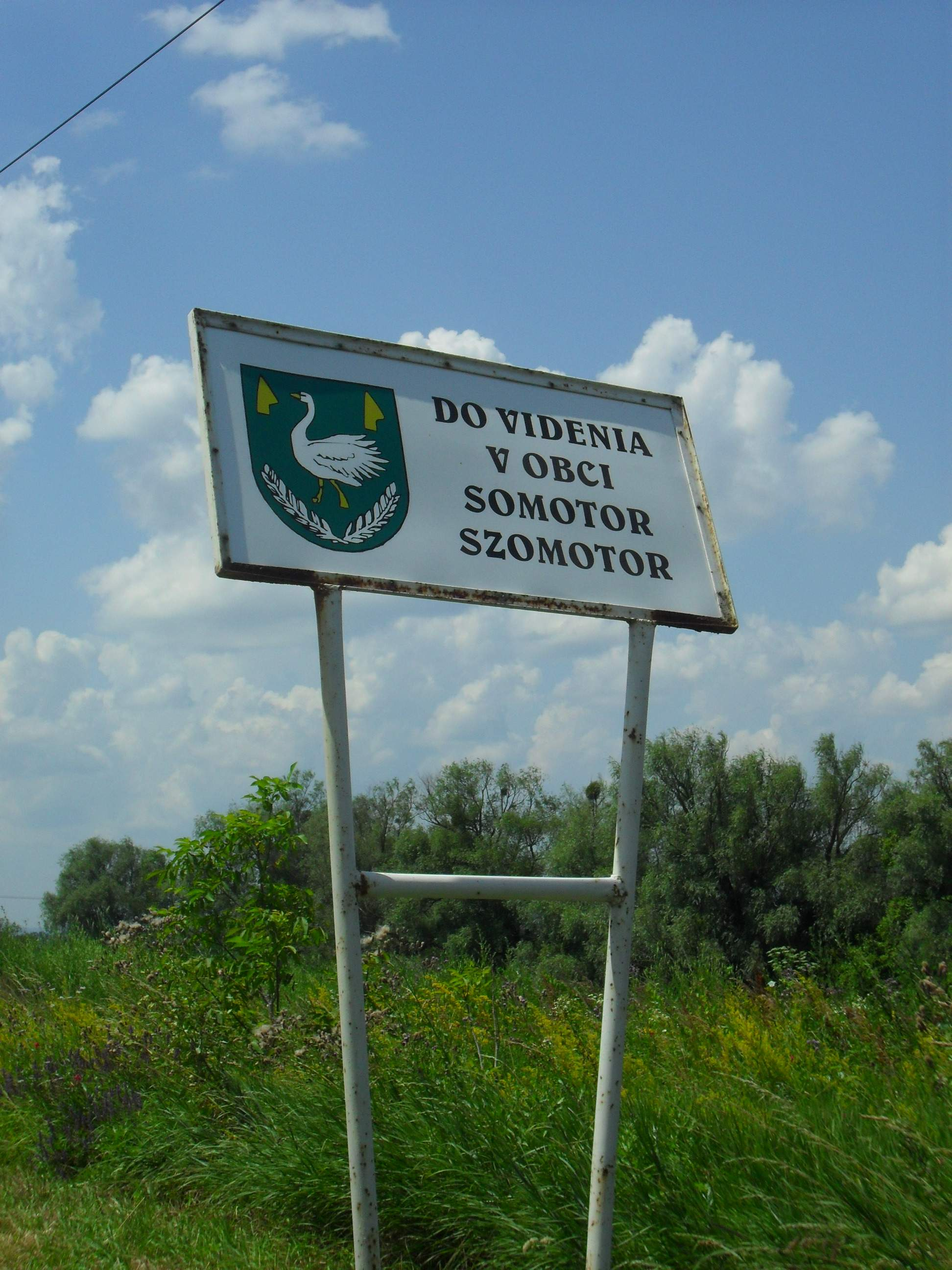
Címeres üdvözlőtábla